# Solveig Dommartin
Pour les articles homonymes, voir Dommartin.
Solveig Dommartin, née le 16 mai 1961 à Constantine et morte le 11 janvier 2007 dans le 11e arrondissement de Paris, est une actrice et réalisatrice française.

## Biographie
Lorraine d'origine, mais née en Algérie à Constantine du fait des voyages d'un père ingénieur en travaux publics, Solveig, Danielle, Jeanne Dommartin fait ses études à Nancy.
Elle est figurante dans des films tournés dans la région avant de s'inscrire en 1979 à l'université de Vincennes à Paris, en option théâtre. Un jeune metteur en scène, Timothée Laine, lui permet de faire ses classes et d'intégrer le laboratoire de Jerzy Grotowski à Wrocław. Sur les planches parisiennes, elle joue dans une pièce de Sénèque et une autre de Bergman, Peintures sur bois. Solveig Dommartin tourne pour la première fois en 1983 dans le court-métrage Lettre de la Sierra Morena de Jacques Rozier, aux côtés de Fabrice Luchini et Maurice Risch.
C'est le réalisateur allemand Wim Wenders, dont elle fut la compagne, qui lui donne dans Les Ailes du désir, en 1987, le rôle de la trapéziste Marion, grâce auquel elle se fait connaître du grand public. Pour sa prestation, elle apprend le trapèze acrobatique en six semaines et tourne sans doublure. Toujours avec Wim Wenders, elle tourne en 1991 Jusqu'au bout du monde dont elle écrit avec lui le scénario, puis la suite des Ailes du Désir, Si loin, si proche !, en 1993.
En 1997, elle réalise Il suffirait d'un pont, un court-métrage de 20 minutes, autour du quartier Saint-Martin à Paris.

### Vie privée et mort

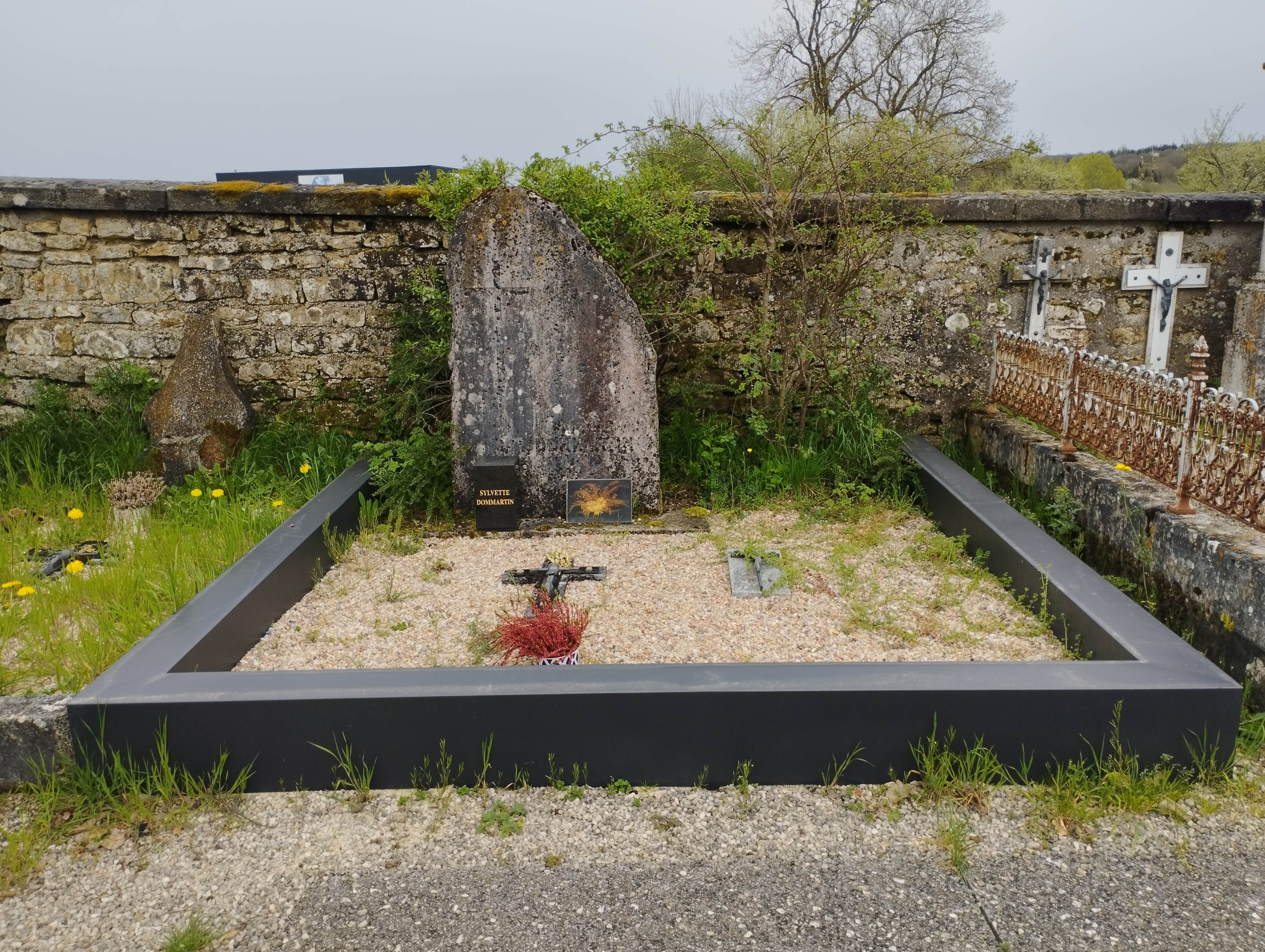
Tombe de Solveig Dommartin au cimetière de Bulgnéville.

Le 24 février 1999, elle donne naissance à une fille prénommée Vénus, qu'elle a eue avec Dominique Antraygues.
Morte à 45 ans d'une crise cardiaque, Solveig Dommartin est inhumée au cimetière de Bulgnéville (Vosges), ville où elle a passé une grande partie de son enfance.
Véronique Cayla, directrice générale du CNC, a salué « l'actrice magique qui illuminait l'écran et qui éblouissait chacun d'entre nous[réf. nécessaire]. » Lors de la 14e édition du Festival international du film de Nancy, il a été décidé de lui rendre un hommage exceptionnel en lui consacrant la soirée d'ouverture.

## Filmographie

### Actrice
- 1987 : Les Ailes du désir (Der Himmel über Berlin) de Wim Wenders
- 1989 : Je t'ai dans la peau de Jean-Pierre Thorn
- 1990 : Le Prisonnier de Saint-Pétersbourg (en) de Ian Pringle (en)
- 1990 : S'en fout la mort de Claire Denis
- 1991 : Jusqu'au bout du monde de Wim Wenders
- 1993 : Si loin, si proche ! (In weiter Ferne, so nah !) de Wim Wenders
- 1994 : J'ai pas sommeil de Claire Denis
- 1996 : Printemps[5], de Fabienne Issartel[6]

### Réalisatrice
- 1997 : Il suffirait d'un pont court-métrage avec Catherine Frot

### Monteuse
- 1985 : Tokyo-Ga de Wim Wenders

### Télévision
Solveig Dommartin a également joué dans un épisode de Navarro en 1995 et de Commandant Nerval en 1996.